# 岐阜県道206号岐阜羽島停車場線
岐阜県道206号岐阜羽島停車場線（ぎふけんどう206ごう ぎふはしまていしゃばせん）とは岐阜県羽島市内の一般県道である。
東海道新幹線（JR東海）岐阜羽島駅北口への連絡道路である。

## 路線概要
距離は約400mしかないが、岐阜県道151号岐阜羽島線、羽島市市道と一体化し、岐阜市中心部と岐阜羽島駅を結ぶ。
片側3車線の道路である。
「睦通り」の一部となっている。「睦通り」の名の由来は、岐阜県出身の元衆議院議員大野伴睦からだという。

### 路線データ

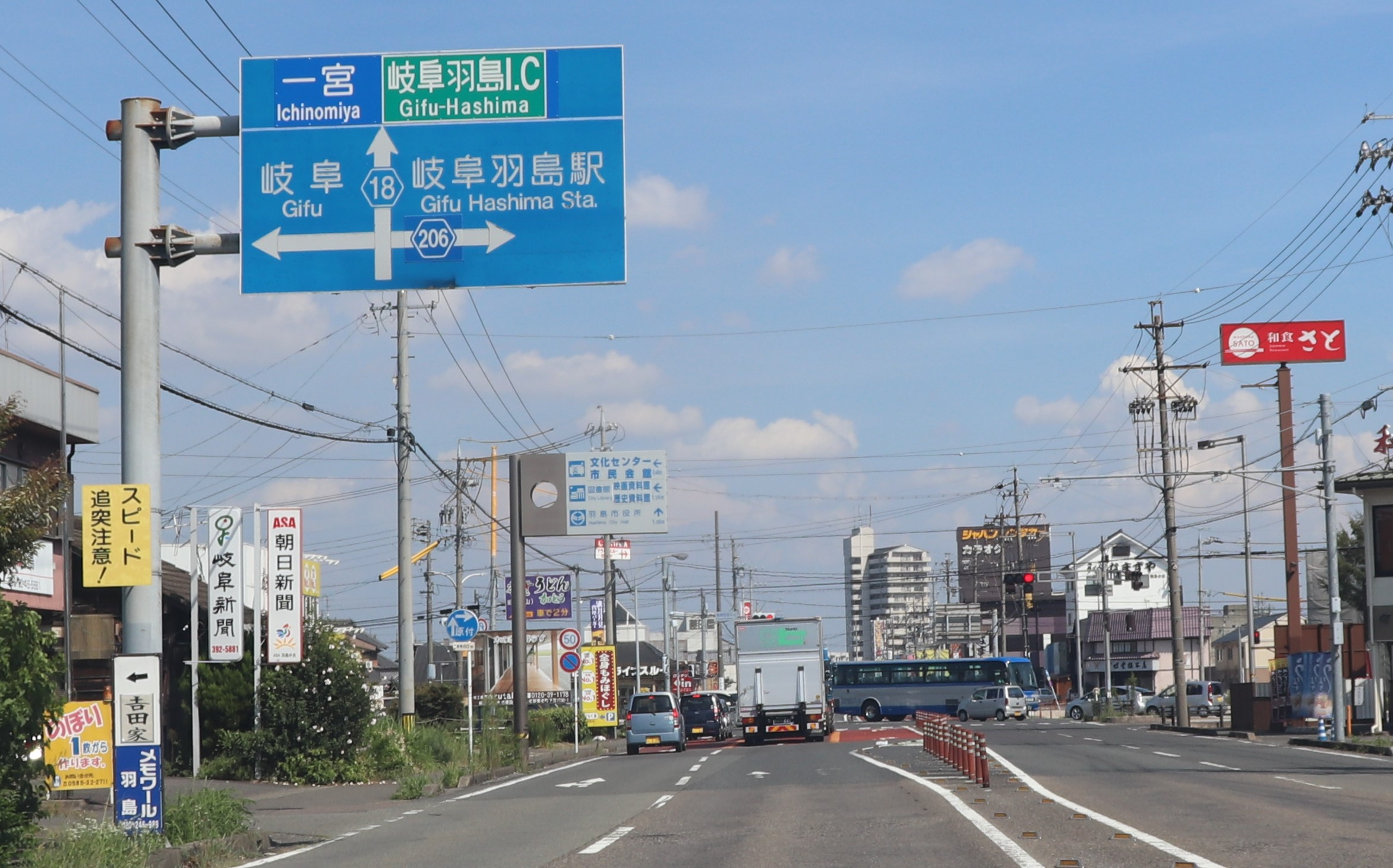
終点となる岐阜県道18号大垣一宮線との福寿町浅平4丁目交差点

- 起点：岐阜県羽島市福寿町浅平1丁目（岐阜羽島駅北口）
- 終点：岐阜県羽島市福寿町浅平4丁目（岐阜県道18号大垣一宮線交点）

## 通過する自治体
- 岐阜県
  - 羽島市

## 主な接続道路
- 岐阜県道18号大垣一宮線（美濃街道）

## 沿線
- 東海道新幹線（JR東海）岐阜羽島駅
- 名鉄羽島線 新羽島駅

## 別名
- 睦通り（羽島市）